# 多脉柃
多脉柃（学名：Eurya polyneura）为山茶科柃木属下的一个种。

## 扩展阅读
- 維基物種上的相關：多脉柃